# Ministère des Ressources en eau
Le ministère des Ressources en eau (arabe : وزارة الموارد المائية) est un ministère algérien.

## Buts
Le ministère cherche à développer la gestion de l'eau en Algérie.

## Historique

### Création
Le premier organisme chargé de l'eau est organisé par le décret no 63-129 du 19 avril 1963 portant organisation de l’administration centrale du ministère : direction de l’Infrastructure dans le ministère de la Reconstruction, des Travaux publics et des Transports.

### 2014-2017: ministère des Ressources en eau et de l’Environnement
Décret exécutif no 16-88 du 1er mars 2016 portant organisation de l’administration centrale du ministère des Ressources en eau et de l’Environnement.

### 2017- 2022: ministère des Ressources en eau
Décret exécutif no 17-317 du 2 novembre 2017 portant organisation de l’administration centrale du ministère des Ressources en eau.

### Après 2022
Les attributions du  ministère sont intégrées dans le ministère des Travaux publics, de l'Hydraulique et des Infrastructures de base lors du changement de gouvernement le 8 septembre 2022.